# Kepler-12b
Kepler-12b es un Júpiter caliente que orbita la estrella tipo G Kepler-12 a unos 600 parsecs de distancia. El planeta tiene una forma anómala gran radio que no podía ser explicada por los modelos estándar en el momento de su descubrimiento, ya que es casi 1,7 veces el tamaño de Júpiter, mientras que ser 0,4 veces la masa de Júpiter. El planeta fue detectado por el  Kepler nave espacial, un proyecto NASA la búsqueda de planetas que transitan delante de sus estrellas madre. El descubrimiento fue publicado el 5 de septiembre de 2011.

## Descubrimiento
La sonda espacial Kepler de la NASA observa continuamente una región del cielo de la noche, en busca de signos de  planetas en tránsito. Mientras que orbita su estrella madre, estos planetas en tránsito se cruzan delante de las estrellas anfitrionas como se ve desde la Tierra. La atenuación ligera y periódicas en el brillo de la estrella se utiliza para determinar si la atenuación fue causado por un planeta y no por una falso positivo.] El análisis de los primeros datos de Kepler arrojó evidencia de una señal de tránsito alrededor de una estrella designada como KIC 11804465, más tarde conocida como Kepler-12. La señal de tránsito fue designado KOI-20.

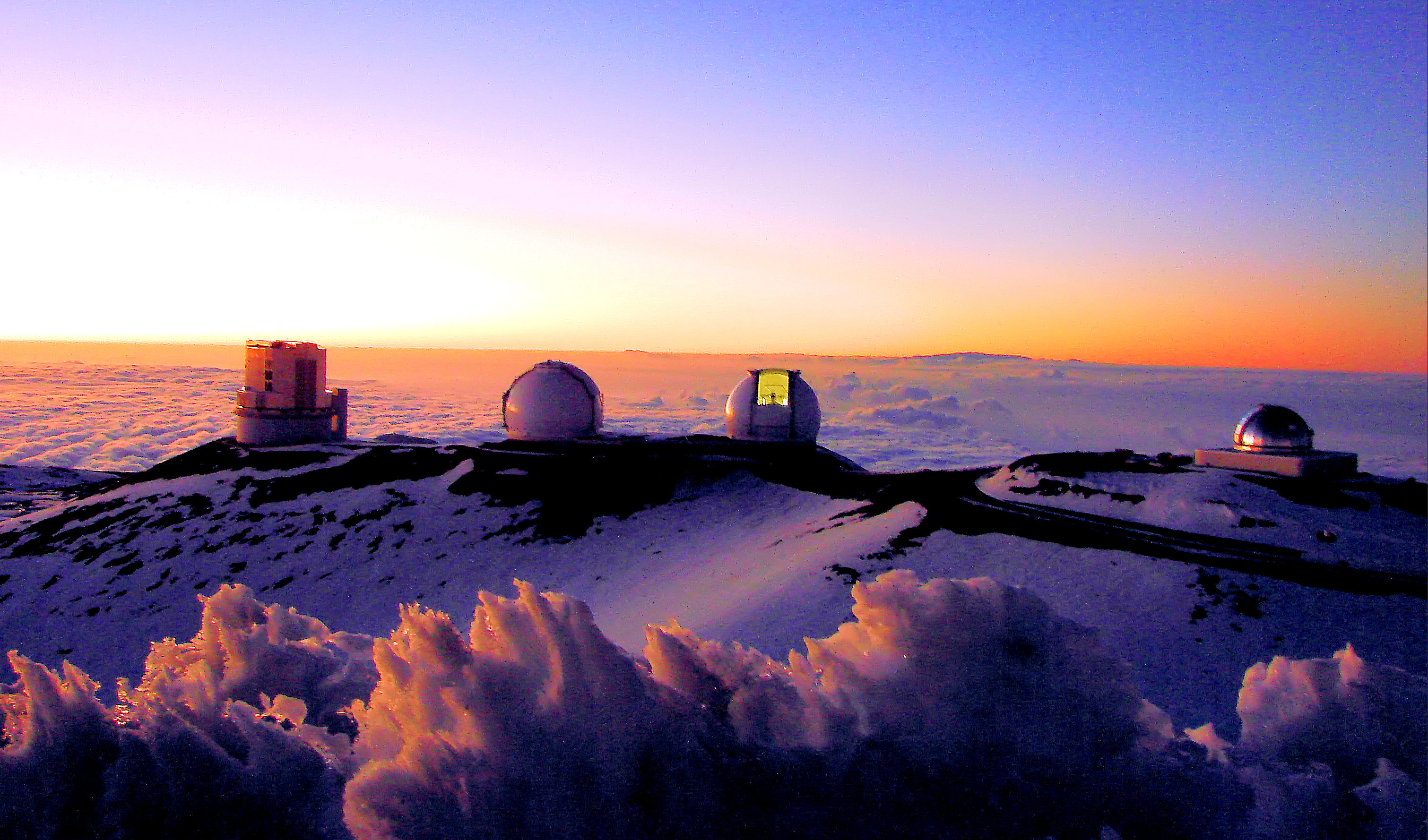
El Observatorio Keck recogió observaciones para probar que la señal de Kepler-12b no fue causado por una binaria eclipsante.

El Programa de seguimiento Kepler (KFOP en inglés) trabajó para verificar la existencia del planeta. El KFOP utiliza el  telescopio Keck I del Observatorio W. M. Keck para probar que Kepler-12 no era una estrella binaria eclipsante, falso positivo que imita la señar de tránsito. El Observatorio WIYN, que se utiliza para speckle imaging, con el apoyo las conclusiones del Keck y verificando que la señal causada por KOI-20 no fue causada por la interferencia de un cercano de la estrella de fondo. Óptica Adaptativa de imágenes en el infrarrojo cercano se obtuvo el 9 de septiembre de 2009 con la cámara PHARO del Observatorio Palomar en el Telescopio Hale como con los hallazgos WIYN y Keck confirmados.
El instrumento HIRES del Keck midió la velocidad radial de Kepler-12, que se utilizó para encontrar más de las características de Kepler-12 (y, por extensión, deducir las características de KOI-20 en sí). Las mediciones de velocidad radial finalmente llevaron a la confirmación de Kepler-12b como un planeta. Datos de Kepler en sus primeros 1,5 años de operación fue procesada y analizada, produciendo radio, masa y densidad de Kepler-12b.
La cámara óptica adaptativa de infrarrojos IRAC del Telescopio Espacial Spitzer se utilizó para lleva a cabo el programa #60028, que observó la ocultación s por varios planetas gigantes detectados por Kepler detrás de sus estrellas madre. El equipo de Kepler, con las observaciones, llegó a la conclusión provisional de que Kepler-12b más probable es que no experimentó una inversión de temperatura, en el que la temperatura del lado diurno del planeta es más bajo que el lado nocturno. Papel descubrimiento de Kepler-12b fue publicada en el Astrophysical Journal el 5 de septiembre de 2011.

## Estrella madre
Kepler-12, conocido también como KIC 11804465 en el Kepler Input Catalog, es una estrella G-tipo temprana F tardía. Esto corresponde fuertemente con una estrella enana de tipo solar llegando al final de la secuencia principal, y está a punto de convertirse en un gigante roja. Kepler-12 está situado a 600 parsecs (1957 años luz) de distancia de la Tierra. La estrella también tiene una magnitud aparente de 13,438, lo que significa que no puede ser visto desde la Tierra a simple vista.
La estrella es un poco más masiva, un poco más rica en hierro y un poco más caliente que el Sol. Sin embargo, Kepler-12 es más grande, con un radio de 1,483 veces el el radio del Sol.

## Características
Kepler-12b es un Júpiter caliente, y (en el momento de su descubrimiento) se irradia menos de cuatro Júpiter caliente experimentando un anomalía radial de aproximadamente 1,7 veces o más el masa de Júpiter. Esta anomalía radial implica que  el Júpiter Calientes ha experimentado aumentos masivos de radio por una razón no explicada por los modelos científicos. Aunque Kepler-12 es irradiada por lo menos-el de los cuatro Júpiter calientes, su radio es igual de grande, lo que sugiere que múltiples mecanismos que influyen en la inflación del planeta están en el trabajo. Kepler-12b se comparó con HD 209458 b en su documento de descubrimiento, porque ambos planetas parecen liberar cantidades similares de energía (flujo); También se comparó con TrES-4b debido al radio similar del planeta.
Kepler-12b tiene una masa de 0,431 Júpiter. Su radio de 1,695 radios de Júpiter, sin embargo, indica que el planeta es casi 70% más que el tamaño de Júpiter. Con una órbita de 0,0556 UA, el semieje mayor de Kepler-12b es aproximadamente el 5% de la distancia media entre la Tierra y el Sol. La órbita dura 4,4379637 días. Kepler-12b tiene una inclinación orbital de 88,86 º, lo que indica que el planeta se ve como casi de canto con respecto a la Tierra y su estrella anfitriona. Según el sitio web oficial de Kepler, la masa y el radio del planeta se pueden comparar a 137 Tierras (en masa) y 19 Tierras (en radio). La densidad del planeta es 0,111 g/cm³, una décima parte de la densidad del agua, y su temperatura de equilibrio es 1481 K (unas 5,8 veces mayor que la temperatura de equilibrio de Júpiter). Además, Kepler-12b tiene una órbita casi totalmente circular, con una excentricidad orbital de menos de 0,01.